# 汤飞凡
汤飞凡（1897年7月23日—1958年9月30日），幼名瑞昭，湖南醴陵人，中国近代微生物学家，砂眼衣原体首次分离者。為第一个投身病毒学研究的華人。曾任中华医学会理事、中国国家菌种保藏委员会主任委员。

## 生平
汤飞凡1909年入长沙城南小学堂，1912年毕业就追随二哥考入湖南省甲种工业学校金工科学习。後入讀湘雅医学专门学校（首屆學生）、北京协和医学院细菌学系。1925年，汤飞凡与何琏（何键之女）成亲后，受学校推荐，获美国哈佛大学医学院奖学金，携夫人一起到了美国进修，就读于哈佛大学医学院细菌学系，师从著名细菌学家秦瑟（Hans Zinsser）。1929年在颜福庆邀请下回国，任國立中央大学医学院（今复旦大学上海医学院前身）副教授、教授、細菌學系系主任。抗日战争期间，在昆明出任中央防疫处处长，首創中國微生物學研究基地。
之后汤主持创建了中国最早的抗生素生产机构、第一个实验动物饲养场、中国第一家生物制品检定机构，领衔研发生产了國產狂犬病疫苗、白喉疫苗、牛痘疫苗，以及世界首支班疹伤寒疫苗，成功遏制了1949年张家口鼠疫的蔓延。
1945年光復後，汤飞凡建议经卫生署批准，将中央防疫处由重庆迁回北平，改名为中央防疫实验处。經美国友人谢拉曼（时任美国救济善后总署中国分署北平办事处负责人）協助，得到一些面粉和剩余物資，又从美国医药援华基金会獲得一套小型青霉素制造设备，“以工代赈”再建中央防疫处新址，在1945年冬至1947年元旦完成工程，建起中国第一个抗生素生产车间，增建了研究室和实验动物饲养场。到1948年車間可產堪与进口产品相媲美的每支20万单位的青霉素。
中华人民共和国成立后，防疫处改名为中华人民共和国卫生部生物制品研究所，汤飞凡继续任所长。后又组建成立了中央生物制品检定所，他兼任首任所长，更主持制订中国第一部生物制品规范—《生物制品制造及检定规程》（草案）。1955年分离出獨立的砂眼病原體——砂眼衣原體（CT, Chlamydia trachomatis）。同年，当选中国科学院院士。1958年在大躍進的“插红旗、拔白旗”运动中，受盡折磨，因為不堪受辱，於9月30日凌晨在家自杀身亡。

## 紀念
1981年，國際沙眼防治組織授予湯飛凡金質獎章，以表彰他在砂眼症研究領域的重大貢獻。
1982年获得国家自然科学二等奖。
1992年11月22日，中國發行了一套包括湯飛凡教授的「現代中國科學家」紀念郵票。